# Estação Ferroviária de Pombal
A Estação Ferroviária de Pombal é uma plataforma ferroviária de passageiros da Linha do Norte, que serve a cidade de Pombal, no Distrito de Leiria, em Portugal.

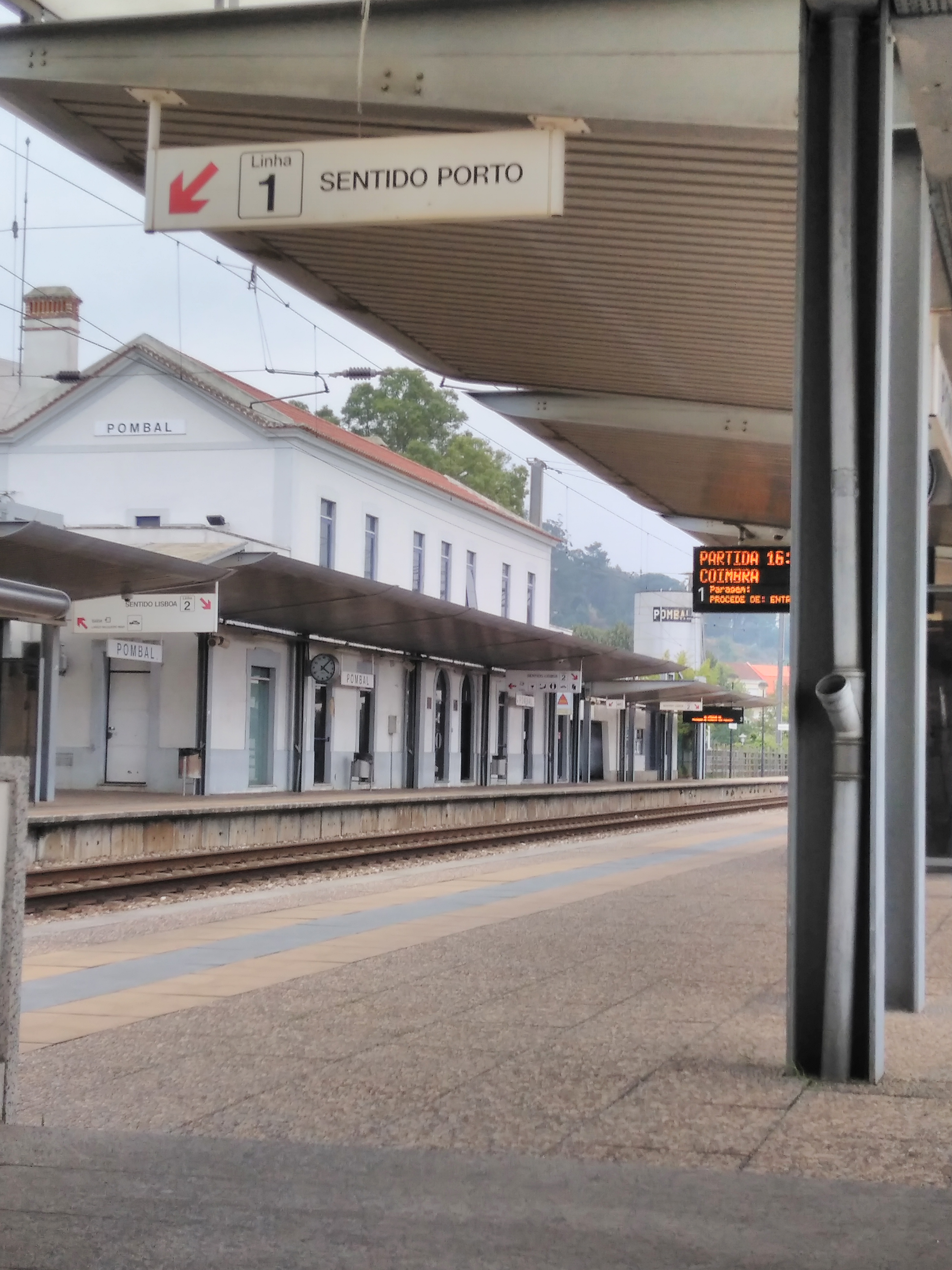
Edifício de passageiros, visto da plataforma oposta, em 2018.

## Descrição

### Localização e acessos
A estação do Pombal situa-se no Largo Salgueiro Maia, na localidade epónima. É servida por todas as nove carreiras do serviço de transporte rodoviário coletivo de passageiros Pombus.

### Infraestrutura

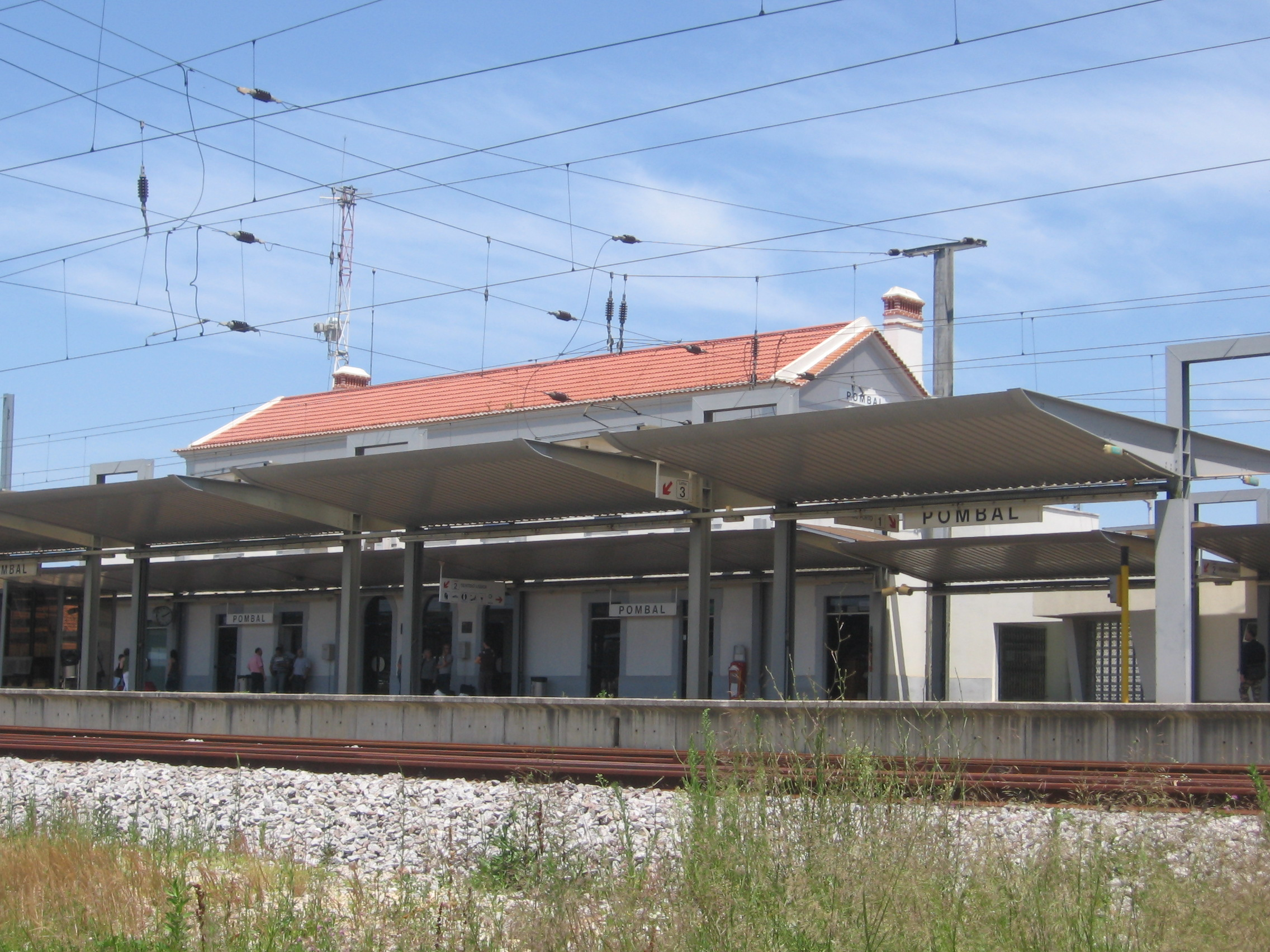
Estação de Pombal, em 2009.

Esta interface apresenta duas vias de circulação, numeradas de I a III, com 504 e 552 m de extensão e acessíveis por plataformas com comprimentos de 329 e 305 m e alturas de 60 e 55 cm; existem ainda quatro vias secundárias, identificadas como IV, V, VII, e IX, com comprimentos de 428 a 130 m; exceto esta última, todas estas vias estão eletrificadas em toda a sua extensão. O edifício de passageiros situa-se do lado nascente da via (lado direito do sentido ascendente, a Campanhã).
No local desta interface há um limiar de tipologia ferroviária no que respeita ao comprimento máximo dos comboios de mercadorias, que é de 600 m no troço Pombal-Entroncamento e 500 m no troço Pampilhosa-Pombal.

Nominalmente associada a este apeadeiro, distante pouco menos de dois quilómetros na direção de Vermoil (para sul), existe a dependência de Pombal Resguardo que conta com três vias de circulação, numeradas de IR a IIIR, tendo as duas primeiras 962 m de extensão e a restante 914 m.

## História

### Século XIX
Esta interface situa-se no troço entre o Entroncamento e Soure da Linha do Norte, que foi aberto à exploração pela Companhia Real dos Caminhos de Ferro Portugueses em 22 de Maio de 1864.

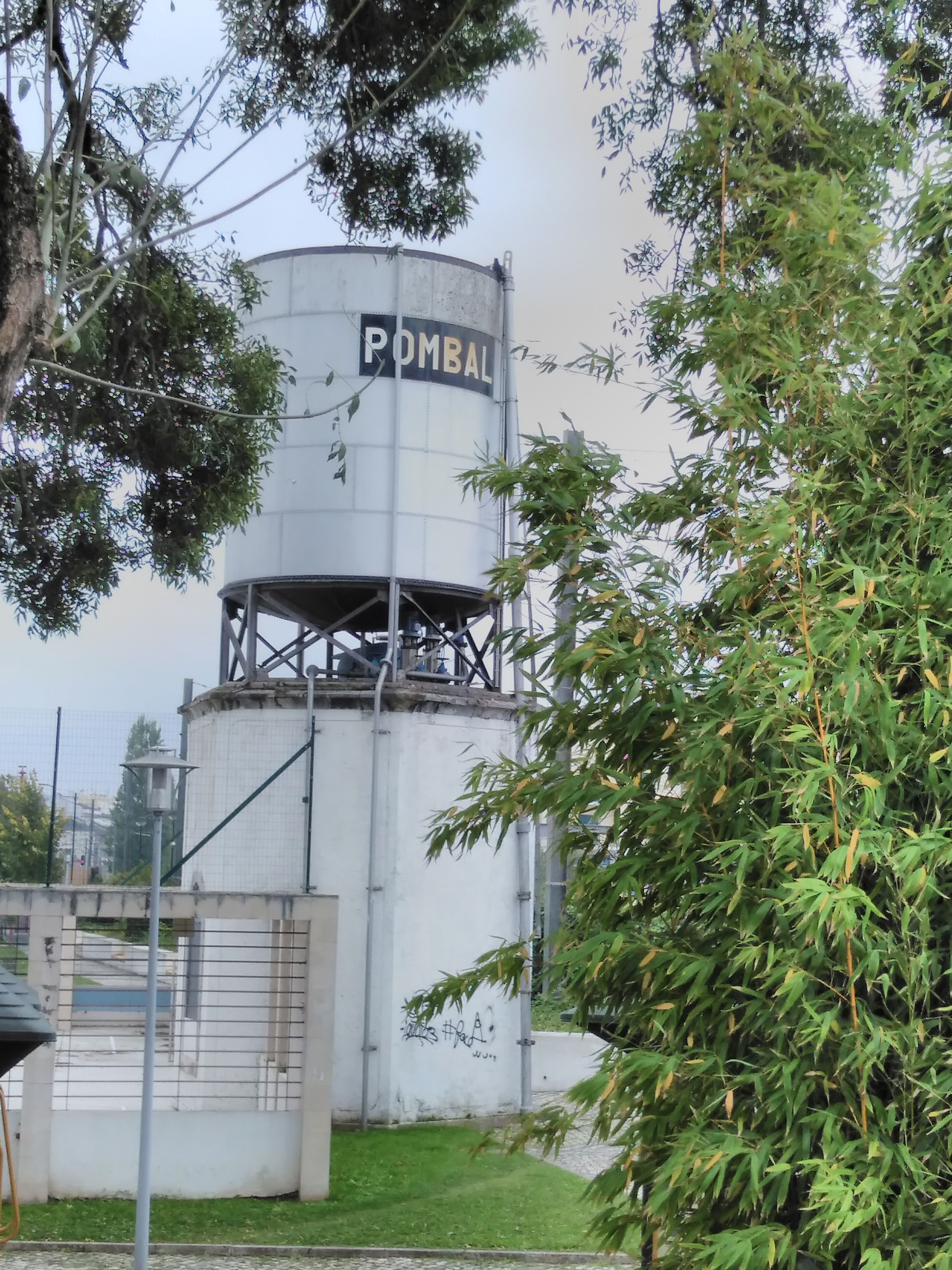
Torre d’água da estação, em uso muito reduzido após o abandono da tracção a vapor.

### Século XX
Em 1913, a estação de Pombal era servida por carreiras de diligências até Ansião, Figueiró dos Vinhos e Castanheira de Pera.
Em Novembro de 1915, estavam a ser construídas casas para habitação do pessoal ferroviário, junto à estação do Pombal.
Nos inícios da década de 1960, tomou posse como novo chefe da estação de Pombal Francisco Maia, pai do futuro capitão de Abril Salgueiro Maia, em cuja homenagem o arruamento fronteiro à estação viria a ser renomeado.
O troço entre o Entroncamento e Pombal foi adaptado a tração eléctrica em Setembro de 1963, no âmbito do plano de electrificação da Linha do Norte.

### Século XXI
Em Janeiro de 2011, contava com seis vias de circulação, com extensões entre os 499 e 1015 m; destas só três eram servidas por plataformas, que tinham 329 e 306 m de comprimento, e 55 cm de altura.